# Skyd på pianisten
Skyd på pianisten (fransk: Tirez sur le pianiste) er en fransk sort-hvid film fra 1960 instrueret af Francois Truffaut. Filmen er Truffauts hyldest til Hollywoods gangsterfilm, som han beundrede som barn.

## Handling
Filmen handler om barpianisten Charlie Koller, en veg og frygtsom mand, der bruger musikken som skjold mod livet, da han finder, at musikken er nemmere at kontrollere. Charlie ernærer sig som hyggepianist på en snusket bar, men har tidligere været en kendt koncertpianist under navnet Edouard Saroyan. Imidlertid var hans indledende succes som koncertpianist betinget af, at hans kone gik i seng med hans impresario. Da konen bukker under for skyldfølelsen af at have været sin mand utro og beder om hans tilgivelse, er han ikke mand nok til at tilgive. Da konen begår selvmord ved at kaste sig ud af vinduet, knækker Edouard og ender som barpianisten Charlie.

## Medvirkende
- Charles Aznavour - Charlie Kohler / Edouard Saroyan
- Marie Dubois – Léna
- Nicole Berger – Thérèse Saroyan
- Michèle Mercier – Clarisse
- Serge Davri – Plyne
- Claude Mansard – Momo
- Richard Kanayan – Fido Saroyan (krediteret som "Unge Richard Kanayan")
- Albert Rémy – Chico Saroyan
- Jean-Jacques Aslanian – Richard Saroyan
- Daniel Boulanger – Ernest
- Claude Heymann – Lars Schmeel
- Alex Joffé – forbipasserende
- Boby Lapointe – sanger
- Catherine Lutz – Mammy